# Seamysty
Seamysty (Noowootsoo), prema Gairdneru pleme chinookan Indijanaca s ušća rijeke Cowlitz, pritoke Columbie u Washingtonu, gdje su živjeli prije 1835. godine. Hodge kaže da su živjeli u Oregonu, a na suprot ušća Columbije u Oregonu nalazilo se i selo Cooniac. Prema Swantonu i Hodgeu, nesumnjivo su bili banda Skilloot Indijanaca srodni Cooniacima.
Boas ih 1905 naziva i imenima Ciā'mēctix i Noowootsoo